# Karin Lowachee
Karin Lowachee (...) è una scrittrice e autrice di fantascienza canadese.
Lowachee è l'autrice di quattro romanzi, Warchild (2002), Burndive (2003), Cagebird (2005) e The Gaslight Dogs (2010). Il suo primo romanzo, Warchild, ricevette il Warner Aspect First Novel Award, assegnato alla miglior opera prima. Cagebird vinse il Gaylactic Spectrum Awards e l'Aurora Award per il miglior romanzo in lingua inglese. Warchild e Cagebird furono candidati al Premio Philip K. Dick. L'ultimo romanzo della Lowachee, The Gaslight Dogs fu pubblicato nell'aprile del 2010.

## Opere

### Romanzi
- Warchild (2002)
- Burndive (2003)
- Cagebird (2005)
- The Gaslight Dogs (2010)

### Racconti
- Culture Shock (1994)
- The Forgotten Ones (2004)
- This Ink Feels Like Sorrow (2006)
- Nomad (2012)